# Хорава Акакій
Акакій Олексійович Хорава (груз. აკაკი ხორავა; 17 квітня 1895, село Очхомурі, Кутаїська губернія, Російська імперія, тепер Чхороцкуський муніципалітет, Грузія  — 23 червня 1972, Тбілісі, Грузинська РСР) — грузинський актор, театральний режисер, педагог. Народний артист СССР (1936). Депутат Верховної ради Грузинської РСР 5-го скликання. Депутат Верховної Ради СРСР 1—4-го скликань.

## Біографія
Народився 17 квітня 1895 в селі Очхомурі в родині бідного селянина, який працював підручним у чув'ячній майстерні.
Закінчив двокласну школу в Сенакі, а в 1915 році — Кутаїську класичну чоловічу гімназію. У 1915—1917 навчався на медичному факультеті Київського університету. Після Лютневої революції повернувся в Грузію.
У 1917—1919 працював в Ново-Сенацькому повітовому продовольчому комітеті, був добровольцем Ново-Сенацького грузинського загону із захисту Батумі від турецьких військ.
У 1919—1920 продовжив освіту на медичному факультеті недавно заснованого Тифліського університету, працював в житловому і будівельному відділах Тифліської міської управи.
У 1919—1921 брав участь в спектаклях Центрального робочого клубу, Народного дому імені Зубалова в Тифлісі (керівник Шалва Дадіані).
У 1921—1922 працював коректором газети «Сопліс Муша» і «Муша» в Тифлісі.
У 1922—1923 навчався в Тифліській драматичній студії Акакія Пагави.
У 1923 дебютував в трупі Тифліського драматичного театру імені Шота Руставелі. У 1936—1949 роках — художній керівник, у 1949—1955 роках — директор театру. Виступав як режисер.
З 1924 року знімався в кіно.
На творчість Хорава великий вплив зробив Коте Марджанішвілі. У 1926-1935 працював під керівництвом Олександра Ахметелі.
У 1934—1936 навчав групу чеченських артистів, згодом працювали в чеченському державному драматичному театрі імені Х. Нураділова (Грозний).
Член ВКП(б) з 1939 року.
З 1939 по 1972 вів педагогічну роботу в Тбіліському театральному інституті ім. Шота Руставелі. З 1939 по 1949 рік — директор інституту, з 1947 року — професор, з 1950 року — завідувач кафедри акторської майстерності і режисури.
Вищими досягненнями Хорава-кіноактора стали ролі великих полководців, народних вождів Ґіорґі Саакадзе (1942) і Георгія Скандербега (1953).
Хорава — один із засновників Театрального товариства Грузії (1945), в 1945—1947 і 1957—1960 — його голова.
Хорава помер 23 червня 1972. Похований в Тбілісі в пантеоні Мтацмінда.

## Звання та нагороди
- Народний артист Грузинської РСР (1934)
- Народний артист СССР (1936)
- Сталінська премія першого ступеня (1941) — за видатні досягнення в галузі театрально-драматичного мистецтва.
- Сталінська премія першого ступеня (1943) — за виконання головної ролі в 1-й серії фільму «Георгій Саакадзе» (1942).
- Сталінська премія першого ступеня (1946) — за виконання головної ролі у 2-й серії фільму «Георгій Саакадзе» (1943).
- Сталінська премія першого ступеня (1946) — за виконання ролі Івана Грозного в спектаклі «Великий государ» В. А. Соловйова.
- Сталінська премія третього ступеня (1951) — за виконання ролі Джемала в спектаклі «Потоплені камені» І. О. Мосашвілі.
- Два ордени Леніна (1945, 1950)
- Два ордени Трудового Червоного Прапора (1936, 1958)
- Два ордени Червоної Зірки (1944, 1946)
- Медаль «За оборону Кавказу» (1944)
- Медаль «За доблесну працю у Великій Вітчизняній війні 1941—1945 рр.» (1945).

## Ролі в театрі
- 1923 — «Гегечкорі» Ш. Дадіані — суддя Хеція
- 1923-1926:
  - «Саломея» О. Уайльда — Іоканаана
  - «Розділ» Г. Еріставі — Андухапар
  - «Людина-маса» Е. Толлера — Безіменний
  - «Гамлет» В. Шекспіра — Лаерт
- 1928 — «Розлом»
- 1928 — «Анзор» — Анзор
- 1931 — «Тетнульд» Ш. Дадіані — Аргішді
- 1933 — «Розбійники» Ф. Шиллера — Карл Моор
- 1935 — «Платон Кречет» О. Є. Корнійчука — Платон Іванович Кречет
- 1936 — «Арсен» С. І. Шаншиашвілі — Арсен
- 1937 — «Алькасар» Г. Мдівані — Педро
- 1937 — «Отелло» В. Шекспіра — Отелло
- 1940 — «Георгій Саакадзе» С. І. Шаншиашвілі — Ґіорґі Саакадзе
- 1940 — «Зрада» А. Сумбатова-Южина — Дато
- 1942 — «Олеко Дундич» А. Ржешевського і М. Каца — Олеко Дундич
- 1944 — «Сірано де Бержерак» Е. Ростана — Сірано де Бержерак
- 1945 — «Великий государ» В. А. Соловйова — Іван Грозний
- 1946 — «Переможці» Б. Ф. Чірскова — Кирило Степанович Муравйов
- 1948 — «Король Лір» В. Шекспіра — Король Лір
- 1951 — «Потоплені камені» І. О. Мосашвілі — Джемал
- 1951 — «Пепо» Г. Сундукяна — Пепо
- 1955 — «Таріел Голу» Л. Кіачелі — Таріел Голуа
- 1956 — «Цар Едіп» Софокла — Едіп
- 1957 — «Борис Годунов» О. Пушкіна — Борис Годунов
- 1958 — «Оптимістична трагедія» В. Вишневського — Ватажок
- 1961 — «Сучасна трагедія» Р. Ебралідзе — Моор

## Постановки в театрі
- 1940 — «Зрада» А. Сумбатова-Южина
- 1942 — «Небо Москви» Г. Мдівані.

## Фільмографія
- 1924 — «Зниклі скарби» — епізод
- 1925 — «Кошмари минулого» — Сандро
- 1925 — «Таємниця маяка» — Аслан
- 1925 — «Ціною тисяч» — Сандро
- 1926 — «Нателла» — коваль Мікава
- 1929 — «Моя бабуся» — робочий
- 1931 — «Гвоздь в чоботі» — прокурор
- 1937 — «Арсен» — Соломон Додашвілі
- 1937 — «Двоє друзів» (короткометражний) — завідувач фермою
- 1937 — «Золотиста долина» — Каха
- 1943 — Георгій Саакадзе — Ґіорґі Саакадзе
- 1944 — «Малахов курган» — віце-адмірал
- 1945 — «Норовливі сусіди» — директор заводу
- 1953 — «Великий воїн Албанії Скандербег» — Георгій Кастріот
- 1958 — «Маяковський починався так …» — батько поета
- 1958 — «Мамелюк» — Алі-Бей
- 1959 — «На порозі життя» — Шалва
- 1965 — «Інші нині часи» — Гіжуа

## Пам'ять
- У 1972 ім'ям А. Хорава названий Будинок актора (Тбілісі)
- У Сенакі театр носить ім'я Акакія Хорава (Театр імені Акакія Хорава).